# Savangia
Savangia is een geslacht van ribkwallen uit de klasse van de Tentaculata.

## Soort
- Savangia atentaculata Dawydoff, 1950